# فرانز أنطون ميسمر
فرانز انطون مسمر (بالألمانية: Franz Anton Mesmer)‏ كان طبيبًا سويسريًا عاش في القرن الثامن عشر، اهتم بعلم الفلك والتنويم الإيحائي.

## روابط خارجية
- فرانز أنطون ميسمر على موقع الموسوعة البريطانية (الإنجليزية)
- فرانز أنطون ميسمر على موقع إن إن دي بي (الإنجليزية)